# Éli Kroupi
Ne doit pas être confondu avec Éli Junior Kroupi.
Zahi Verges Napoles Kroupi, connu sous le nom d'Éli Kroupi, né le 18 octobre 1979 à Sassandra, est un footballeur international ivoirien. Il occupe le poste d'attaquant.
Formé à Rennes, Eli Kroupi fait partie de l'équipe qui ramène le FC Lorient en Ligue 1 en 2001, avant de gagner la Coupe de France un an plus tard. Du Stade rennais à Al-Wahda en passant par Arezzo ou Levadiakos, Eli Kroupi marque des buts sur trois continents et cinq pays.
Eli Kroupi se reconvertit ensuite comme entraîneur au niveau amateur.

## Carrière

### Carrière de joueur
Eli Kroupi arrive d’Afrique alors qu’il n’est pas encore majeur.
Il joue son premier match de Ligue 1 le 10 janvier 1998 (FC Metz - Stade rennais : 1-0). 
Elie Kroupi fait partie de l'équipe qui ramène le FC Lorient en Ligue 1 en 2001, avant de gagner la Coupe de France un an plus tard. 
Arrivé à l'AS Nancy-Lorraine, il réalise la même performance qu'à Lorient : montée en Ligue 1 (en 2005) puis victoire en Coupe de la ligue l'année suivante (2006). 
Il joue ensuite à Nîmes où il retrouve Robert Malm. En janvier 2009, il résilie son contrat. Lors de l'intersaison 2009, il participe au stage de l'UNFP destiné aux joueurs sans contrat.

### Reconversion
En 2020-2021, Kroupi entraîne l'US Querrien,, dans le Sud-Finistère durant quelques mois.
À l’aube de la saison 2021-2022, Eli Kroupi fait son retour au Foyer omnisports laïque culturel Lorient (FOLCLO Lorient) (Départemental 2 Morbihan) en tant qu'entraîneur général, responsable des équipes des seniors,. Son équipe réalise la performance de gagner ses 22 rencontres, pour 117 buts marqués et 12 encaissés,. L’équipe accède donc en Départemental 1.

## Vie privée
À l'été 2022, son fils Eli Junior Kroupi, international jeune français, intègre le groupe professionnel du FC Lorient alors qu'il n'a que seize ans.

## Palmarès
- Vainqueur de la Coupe de France en 2002 avec le FC Lorient
- Finaliste de la Coupe de la Ligue de football en 2002 avec le FC Lorient
- Vainqueur de la Coupe de la Ligue en 2006 avec l'AS Nancy-Lorraine
- Champion de France de Ligue 2 en 2005 l'AS Nancy-Lorraine